# Marianne
Marianne je narodni simbol Francoske Republike, poosebitev svobode in razuma in predstavlja boginjo svobode.
Marianne je upodobljena v številnih krajih po Franciji in zaseda častna mesta v mestnih hišah in sodiščih. Predstavlja triumf republike kot bronast kip v Parizu, ki gleda na Place de la Nation, predstavljena pa je tudi na še enem pariškem kipu na trgu Place de la République. Njena podoba je grbu vlade države, na francoskih evro kovancih in francoskih znamkah, bila pa je upodobljena tudi na francoskih frankih. Marianne je najbolj viden simbol Francoske Republike in je prikazana tudi na uradnih vladnih dokumentih. Marianne je najbolj prepoznaven republikanski simbol. Kot narodna ikona predstavlja nasprotje monarhiji ter zmago svobode in demokracije nad vsemi nasprotniki. Ostali narodni simboli Francije so trobojnica, narodno geslo Liberté, Égalité, Fraternité, narodna himna Marsejeza, grb in francoski pečat.

## Izvor imena
V času francoske revolucije, ko se je večina ljudi borila za svoje pravice, se je zdelo primerno poimenovati republiko po najpogostejših francoskih ženskih imenih: Marie in Anne. Pripoved o njihovih podvigih revolucionarjev je pogosto vsebovala sklicevanje na neko Marianne (ali Marie-Anne), ki je nosila frigijsko čepico. To lepo dekle iz legende je navdihovalo revolucionarje in skrbelo za ranjene v številnih bitkah po vsej državi.
Nedavno odkritje ugotavlja, da se je prva pisna omemba imena Marianne za označevanje republike pojavila oktobra 1792 v Puylaurensu v departmaju Tarn blizu Toulousa. Takrat so ljudje peli pesem v provansalskem narečjuokcitanščine pesnika Guillauma Lavabreja: »La garisou de Marianno« (francosko »La guérison de Marianne«; Mariannino okrevanje (po bolezni)). Takrat je bilo Marie-Anne zelo priljubljeno ime; po Agulhonu je bil »izbran za označevanje režima, ki se je prav tako videl kot ljudski.«
Nekateri verjamejo, da je ime izviralo iz imena španskega jezuita Juana de Mariane, monarhomaha iz 16. stoletja, teoretika tiranomora. Drugi menijo, da je bila to podoba žene politika Jeana Reubella: po stari zgodbi iz leta 1797 je Paul Barras, eden od članov Directoire (francoski direktorij), med večerom, preživetim pri Reubellu, vprašal svojo hosteso za njeno ime - Marie-Anne, je odgovorila – »Popolno,« je vzkliknil Barras, »To je kratko in preprosto ime, ki pristaja Republiki prav tako kot vam, gospa.«
Opis umetnika Honoréja Daumierja leta 1848, kot matere, ki doji dva otroka, Romula in Rema, ali kiparja Françoisa Rudeja, med julijsko monarhijo, kot bojevnika, ki izgovarja Marseljezo na Slavoloku zmage, je negotov.
Zdi se, da je ime Marianne povezano tudi z več republiškimi tajnimi združbami. Med drugim cesarstvom si je eden od njih, katerega člani so prisegli, da bodo strmoglavili monarhijo, prevzel njeno ime.
V vsakem primeru je postala simbol v Franciji: veljala je za poosebitev republike in je bila pogosto uporabljena v republikanski ikonografiji – včasih pa so jo tisti proti republiki, zlasti rojalisti in monarhisti, karikirali in zmerjali.

## Zgodovina
V starih časih je bilo pogosto, da so se ideali identificirali kot bogovi, boginje ali pa kot alegorični antropomorfzimi. Manj pogosto je bilo to v srednjem veku, ponovno pa se je obudilo v renesansi. Med francosko revolucijo leta 1789 je prišlo do veliko alegoričnih poosebitev Svobode ali Razuma. Ta dva lika sta se nato končno združila v eno: žensko podobo, ki je prikazana v stoječem ali sedečem položaju, z nekaterimi dodatki kot sta trobojnica in frigijska kapa. Ta ženska simbolizira svobodo, razum, narod, domovino in težnje po republiki. (Primerja se lahko s kipom svobode, ki ga je ustvaril francoski umetnik Frédéric Auguste Bartholdi. Kopija kipa je tako v Parizu kot Saint-Étiennu.) Septembra 1792 je narodni konvent sprejel odlok, da bo sedež države predstavljala stoječa ženska s kopjem v roki in frigijsko kapo na glavi.